# 埃米利奧·阿塞瓦爾
埃米利奧·阿塞瓦爾（西班牙語：Emilio Aceval，1853年10月16日—1931年4月15日）巴拉圭政治人物，出生於亞松森，曾于1898年至1902年擔任巴拉圭總統。外交官本哈明·阿塞瓦尔是他的长兄。